# 沃齐米日·扎瓦兹基
沃齐米日·扎瓦兹基（波蘭語：Włodzimierz Zawadzki，1967年9月28日—），波兰男子摔跤运动员。他曾代表波兰参加1992年、1996年、2000年和2004年夏季奥林匹克运动会摔跤比赛，其中1996年奥运会获得一枚金牌。